# トト&フレンズ
- ユニバーサル・パークス&リゾーツ > ユニバーサル・スタジオ・ジャパン > ユニバーサル・スタジオ・ジャパンのアトラクション > トト&フレンズ
- オズの魔法使い > トト&フレンズ

トト&フレンズ（英: TOTO & FRIENDS）は、ユニバーサル・スタジオ・ジャパン内の「ランド・オブ・オズ」エリアに設置されていたショー・アトラクションである。

## ストーリー
舞台はオズの魔法の国にある「魔法の果樹園」。ドロシーとカカシ、そして愛犬のトトは、オズの魔法使いに会うためエメラルドシティへ向かうイエロー・ブリックロードを旅している途中だった。突然、トトが物音に気付き、道を外れてしまう。ドロシーとカカシはトトを追いかける中で、新たな冒険と多くの新しい友達に出会う。
魔法の果樹園に迷い込んだドロシーたちは、人間のように話すフルーツツリーや果樹園のオーナーと出会う。この果樹園にはニワトリ、アライグマ、ブタ、ネコ、スカンクなど約20種類の動物たちが住んでおり、彼らはただの動物ではなく、アニマルアクターだった。ドロシーとカカシが彼らの見事なパフォーマンスに圧倒される中、果樹園のオーナーはアニマルショーを披露する。手紙を運ぶ鳥や縄跳びを飛ぶ犬などのパフォーマンスが行われ、やがてブタがトトを連れてきてくれる。
トトとの再会を喜ぶドロシーたちだったが、カカシは空腹のドロシーのためにフルーツツリーから果物をこっそり取ろうとして、誤って大きな樽の中に落ちてしまう。犬とフルーツツリーが協力してカカシを救出し、フルーツツリーはそのお詫びに果物をプレゼントする。
ドロシー、カカシ、トトは果物を受け取り、再びエメラルドシティへ向けてイエロー・ブリックロードの旅を続けるのであった。

## 登場人物
ドロシー
アメリカのカンザス州から竜巻に巻き込まれ、オズの国へ飛ばされてきた少女。家に帰るため、オズの魔法使いに会おうとイエロー・ブリックロードを旅している。
カカシ
ドロシーがイエロー・ブリックロードで最初に出会った仲間。全身が藁でできており、脳みそがないためカラスに馬鹿にされている。ドロシーに助けられた後、自分に脳みそを授けてもらうため、彼女と共にイエロー・ブリックロードを旅している。
フルーツツリー
魔法の果樹園に立つフルーツのなる木。最初はドロシーたちが果樹園に来たことを快く思っていなかったが、カカシが樽に落ちた出来事をきっかけに心境が変化する。話す際に関西弁が混じっているのが特徴。
果樹園のオーナー
ショー内で使用される名前はキャストによって異なる。時間を止める魔法や動物を操る能力を持つ。